# Barchino saltatore
Il barchino «saltatore», secondo la notazione diffusa, o tank marino secondo la classificazione utilizzata all'epoca all'Arsenale di Venezia dove i mezzi furono realizzati, o MAS speciale secondo la definizione di progetto, era una classe di quattro mezzi d'assalto concepiti dalla Regia Marina nel 1917 per superare le ostruzioni retali che proteggevano i porti , con l'obbiettivo di violare il porto di Pola, principale base della k.u.k. Kriegsmarine. 

## Ideazione e sviluppo
L'azione di forzamento del canale di Fasana svoltasi nella notte tra il 1° ed il 2 novembre 1916, durante la quale si utilizzarono dei pesi per abbassare le ostruzione metalliche poste all'imboccatura del canale, fu di ispirazione per l'ingegnere Attilio Bisio direttore della SVAN di Venezia ed ideatore dei primi MAS, che nel giugno del 1917 presentò al viceammiraglio Paolo Thaon di Revel un progetto di un barchino in grado di penetrare nelle basi navali nemiche abbassando le reti di ostruzione.
In quel periodo era in preparazione un attacco nei confronti della base navale austroungarica di Pola e l'idea di Bisio fu immediatamente presa in esame per verificarne l'applicabilità nell'offensiva allo studio.

Catena Galle

La particolarità del sistema di protezione dell'ingresso al porto di Pola, costituito da più linee parallele di ostruzioni metalliche, suggerì di ideare un mezzo navale leggero in grado di saltare letteralmente le reti di protezione per mezzo di repentine variazioni di assetto ottenute dallo spostamento da prua a poppa degli accumulatori elettrici dei motori alloggiati su carrelli scorrevoli sotto coperta.
Le sperimentazioni condotte su questo nuovo mezzo ebbero esito insoddisfacente e si diede corso ad un nuovo progetto di un barchino dotato di ramponi in grado di aggrapparsi alle ostruzioni. Da quest'ultima idea ebbero origine quattro esemplari di “barchini saltatori” .
Le quattro unità avevano uno scafo in legno con fondo piatto lungo 16 m, largo 3,10 m e pescaggio 0,70 m ed erano dotati di quattro pulegge dentate (due a poppa e due a prua) sulle quali scorreva due catene tipo galles dotate di ramponi. Le pulegge poppiere, in prossimità dell'ostacolo da superare, venivano accoppiate al sistema di propulsione, costituito da una coppia di motori elettrici da 5 hp, e le catene uncinate spingevano il mezzo oltre l'ostruzione.
I barchini ai quali vennero assegnati i nomi di Cavalletta, Grillo, Locusta e Pulce (insetti saltatori) avevano un'autonomia di circa 30 miglia ad una velocità di 4 nodi, erano dotate di un armamento costituito da due siluri da 450 mm montati su tenaglie simili a quelle montate sui MAS. L'equipaggio era composto da 4 uomini.

## Unità prodotte
| Nome Unità | Entrata in servizio | Destino finale                               |
| ---------- | ------------------- | -------------------------------------------- |
| Cavalletta | 1918                | Autoaffondato il 13 aprile 1918              |
| Grillo     | 1918                | Distrutto dal fuoco nemico il 14 maggio 1918 |
| Locusta    | 1918                | Smantellato all'inizio degli anni '20        |
| Pulce      | 1918                | Autoaffondato il 13 aprile 1918              |